# Novake
Novak en albanais et Novake en serbe latin (en serbe cyrillique : Новаке) est une localité du Kosovo située dans la commune/municipalité de Prizren et dans le district de Prizren/Prizren. Selon le recensement kosovar de 2011, elle compte 88 habitants.
Le village est également connu sous le nom de Novakë.

## Démographie

### Évolution historique de la population dans la localité
| 1948 | 1953 | 1961 | 1971 | 1981 | 1991 | 2011 |
| ---- | ---- | ---- | ---- | ---- | ---- | ---- |
| 231  | 262  | 348  | 421  | 462  | 450  | 88   |

|  |

### Répartition de la population par nationalités (2011)
En 2011, les Albanais représentaient 64,77 % de la population et les Serbes 35,23 %.